# Stazione di Kuzuha
La stazione di Kuzuha (樟葉駅?, Kuzuha-eki) è una stazione ferroviaria delle Ferrovie Keihan situata nella città di Hirakata nella prefettura di Osaka, in Giappone. La stazione è servita dalla linea Keihan Nakanoshima, della quale fermano tutti i tipi di treni, ed è dotata di 4 binari passanti su viadotto. Di fronte alla stazione nel 2004 è stato realizzato il centro commerciale "KUZUHA MALL".

## Linee e servizi

### Treni
Ferrovie Keihan
● Linea principale Keihan

## Struttura
La stazione è costituita due marciapiedi a isola con quattro binari passanti su viadotto.
| 1-2 | ● Linea principale Keihan | per Chūshojima, Sanjō e Demachiyanagi (ora di punta)                                   |
| 3-4 | ● Linea principale Keihan | per Hirakatashi, Moriguchishi, Kyōbashi, Yodoyabashi o Nakanoshima (linea Nakanoshima) |

## Stazioni adiacenti
| «                       | Servizio                                                    | »                       |
| Linea principale Keihan | Linea principale Keihan                                     | Linea principale Keihan |
| ----------------------- | ----------------------------------------------------------- | ----------------------- |
| Makino                  | Locale                                                      | Hashimoto               |
| Makino                  | Semiespresso                                                | Capolinea               |
| Makino                  | Subespresso Subespresso pendolari                           | Hashimoto               |
| Hirakatashi             | Espresso                                                    | Yawatashi               |
| Hirakatashi             | Midnight Express                                            | Capolinea               |
| Hirakatashi             | Espresso Rapido Espresso Rapido pendolari Espresso Limitato | Chūshojima              |